# О, мой розмарин
«О, мой розмари́н» (пол. O mój rozmarynie), также известна как «Розмари́н» (пол. Rozmaryn) — одна из самых популярных польских солдатских песен, сочетающая народные мотивы с патриотической тематикой. Использовалась во времена Первой мировой войны и в конфликтах после неё, таких как советско-польская война. Её можно найти почти во всех современных песенных сборниках. Единого текста нет, так как существовало несколько вариаций.

## Происхождение и история

### Фольклорные корни
Песня «О, мой розмарин» восходит к народной традиции. Её первоисточником, вероятно, была старинная польская песня «Текла вода по саду» (пол. Koło ogródeczka woda ciekła), записанная этнографом Оскаром Кольбергом. В ней встречаются схожие мотивы:
«A choćby mi rzekła, nie boję się,
werbują ułany,
werbuję i ja się.»
Эта версия, по некоторым данным, существовала уже во времена Наполеоновских войн.

### Создание и популяризация
Современный вариант песни появился в 1913—1915 годах в среде Польских легионов.
«Эта песня появилась во время нашего похода из деревни Лянцкорона в Краков 14 апреля 1913 года. Маршируя, её монотонно пел молодой стрелок с детским голосом. Потом песню подхватили другие солдаты. Я был среди тех, кто просил повторить её снова и снова. Мы заканчивали петь другие песни и возвращались к „Розмарину“. На подходе к Кракову её уже знало всё наше подразделение, мы исполняли её в ритм нашего марша. Позже „Розмарин“ начали петь другие отряды, песня начала свое путешествие по Польше времён войны», — вспоминал историк, дипломат, а также личный секретарь маршала Пилсудского Михал Сокольницкий.
Наиболее распространенная версия песни была приписана поэту Эдварду Слоньскому или, возможно, просто записана и опубликована в 1915 году. В том же 1915 году текст был опубликован в сборнике «Солдатские лагерные песни» (пол. Żołnierskie piosenki obozowe) Адама Загурского. Авторство музыки приписывается Зыгмунту Помараньскому, который, скорее всего и «научил» своё формирование исполнять её, а часть текста, возможно, дописана поэтом Вацлавом Дехнофф-Чарноцким.

## Текст и символика

### Основные варианты текста
Песня существует в нескольких версиях, отличающихся количеством куплетов. Ниже представлены всевозможные куплеты, встречающиеся в различных исполнениях.

### Символика розмарина
В народной традиции розмарин символизирует верность, память и любовь. Его ветви клали на могилы и вплетали в девичьи венки. В песне он становится символом неразделённого чувства и жертвенности.